# Hesperia Planum
L'Hesperia Planum è un'ampia pianura lavica situata negli altopiani meridionali del pianeta Marte. La pianura si distingue per il suo numero moderato di crateri da impatto e dal grande numero di creste elevate rispetto al terreno circostante. Nella pianura è presente l'antico vulcano Tyrrhenus Mons (precedentemente chiamato Tyrrhena Patera). Il periodo geologico Esperiano, che va da 3500 a 1800 milioni di anni fa, prende il nome dall'Hesperia Planum.

## Origine del nome
Il nome Hesperia è un termine poetico greco-latino per indicare le "terre ad ovest", che gli antichi greci usavano per indicare l'Italia e i Romani per indicare la Spagna. Planum deriva dal latino: significa plateau o alta pianura. Viene utilizzato nella nomenclatura e nella geologia planetaria per indicare un terreno relativamente liscio e sopraelevato, su un altro pianeta o un satellite naturale.

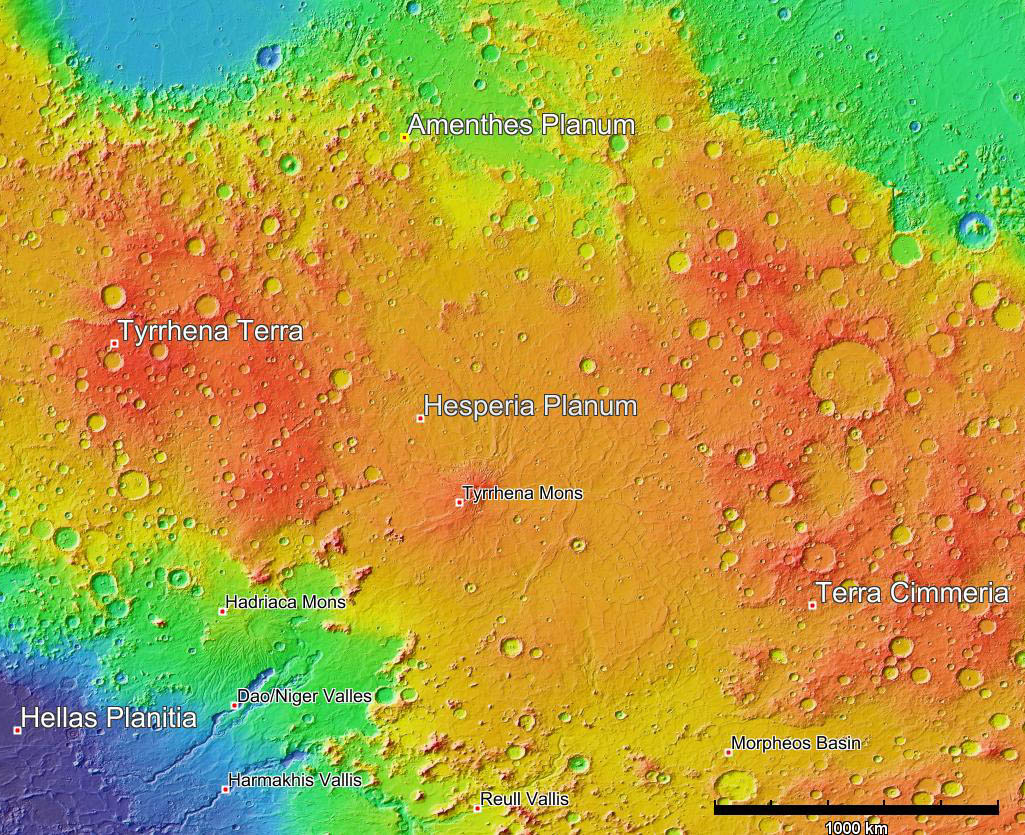
Mappa a rilievo della regione Hesperia Planum, riprese dal MOLA a bordo del Mars Global Surveyor. Hesperia Planum ha un numero minore di crateri rispetto agli altipiani Tyrrhena Terra e Terra Cimmeria, risalenti al Noachiano. I colori indicano l'elevazione: dal rosso (molto elevato) al blu (profondo).

La regione Hesperia di Marte è stata denominata così dall'astronomo italiano Giovanni Schiaparelli nel 1877, per indicare una zona chiara centrata a 20°S e 240°W, compresa tra due regioni più scure.
Schiapparelli credeva che le aree scure fossero zone d'acqua, per cui interpretò Hesperia Planum come una pianura alluvionale o una palude, tra due mari adiacenti che chiamò Mare Tyrrhenum e Mare Cimmerium, ora chiamati Tyrrhena Terra e Terra Cimmeria. Nonostante l'esistenza di oceani su Marte venne esclusa nel XX secolo, la vera natura della regione è rimasta incompresa fino all'era spaziale. Nel 1972, la sonda Mariner 9 ha mostrato che Hesperia era una pianura erosa dal vento, con molti crateri. L'Unione Astronomica Internazionale (IAU) ha formalmente denominato l'area Hesperia Planum nel 1973. Le zone scure che fiancheggiano Hesperia Planum sono risultate essere altopiani ricchi di crateri, denominate a partire dal 1979 Tyrrhena Terra (a ovest) e Terra Cimmeria (a est).

## Caratteristiche
Hesperia Planum si trova a nordest del grande bacino Hellas Planitia, e si trova a circa 1.2 km al di sopra del livello di riferimento di Marte. La superficie si trova circa 200–800 m più in basso degli altopiani circostanti Tyrrhena Terra e Terra Cimmeria. La superficie è caratterizzata da depositi di polveri e sabbia, con piccoli crateri superficiali, riempiti da materiali depositati. Sono presenti anche piccoli canali, ampi meno di 10 m.
Generalmente, Hesperia Planum viene interpretata come pianura lavica, sebbene non si possa escludere la presenza di sedimenti piroclastici o lacustri. Le lave sembrano colmare in parte una grande depressione irregolare che esisteva nel Noachiano. I rilievi dei crateri da impatto preesistenti sono ancora visibili in alcuni punti, ciò indica che i depositi di lava hanno spessori di circa 250–500 m.

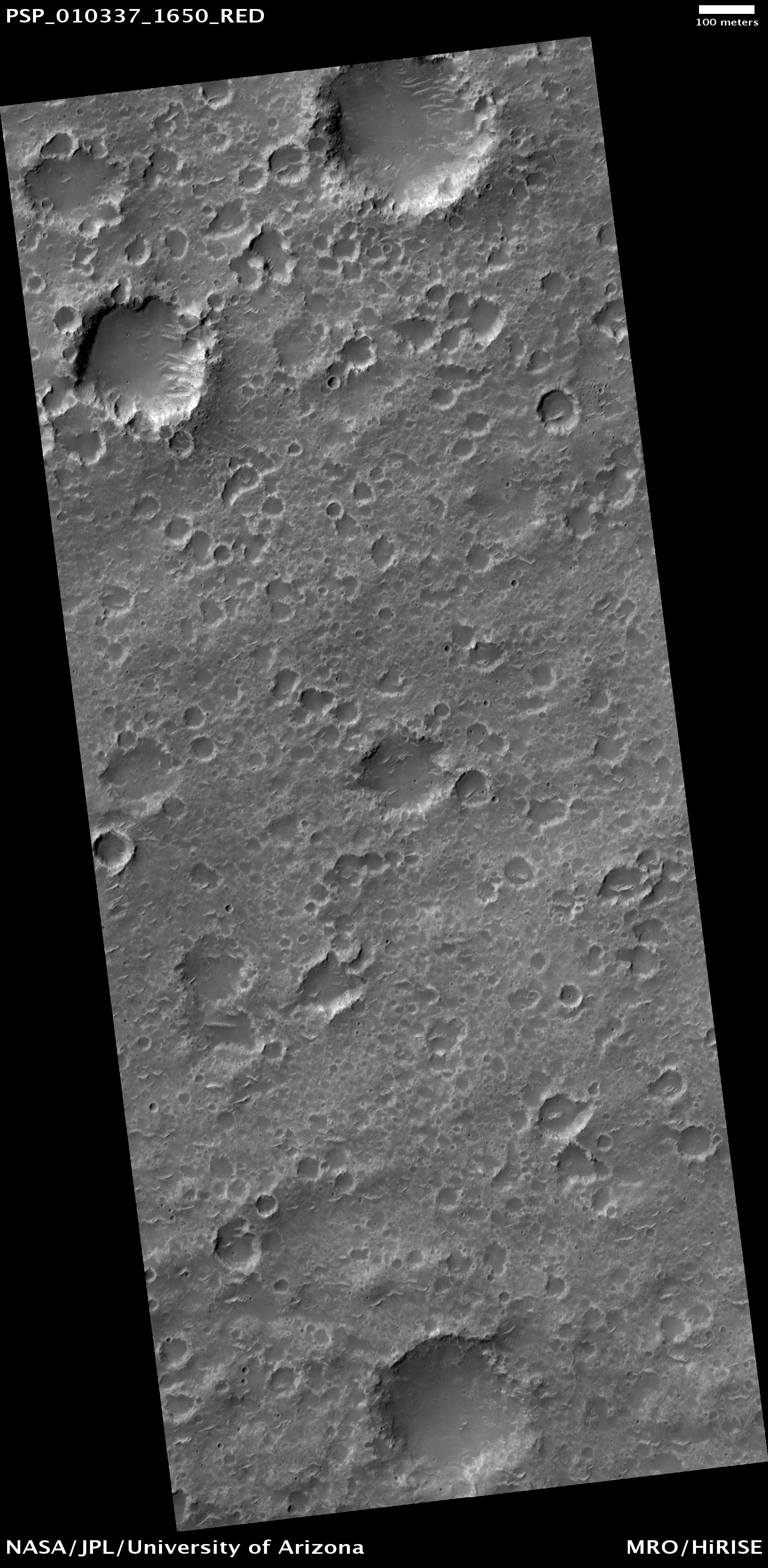
Superficie nordest del Hesperia Planum, ripresa dalla fotocamera HiRISE a bordo del Mars Reconnaissance Orbiter (MRO).

## Crateri
La moderata quantità di crateri su Hesperia Planum indica che la pianura ha un'età intermedia nella storia geologica marziana: si è formata nell'Esperiano, un periodo intermedio compreso tra il Noachiano (un'epoca in cui la superficie presentava acqua allo stato liquido e si sono formati molti crateri) e l'Amazzoniano (un'epoca in cui Marte era più freddo e asciutto). La densità numerica di crateri da impatto è una misura utile a stabilire la datazione delle superfici planetarie: superfici con molti crateri sono antiche, mentre le superfici con pochi crateri sono geologicamente giovani. Il periodo geologico Esperiano, che va da 3500 a 1800 milioni di anni fa, prende il nome dall'Hesperia Planum. La colate laviche che costituiscono Hesperia Planum sono da inserire nel contesto geologico dell'Esperiano, circa 3.7 miliardi di anni fa.

## Creste

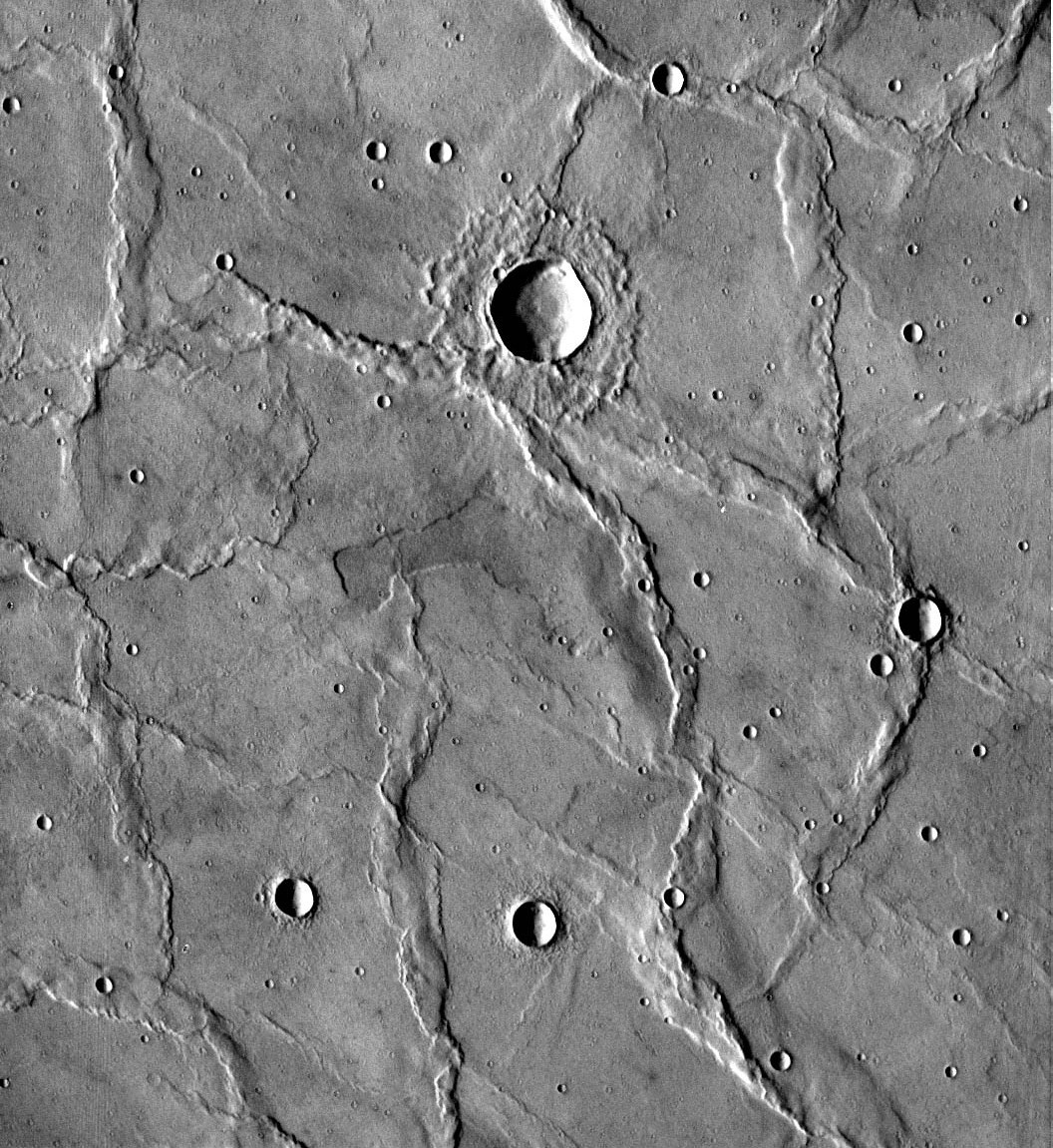
Hesperia Planum, ripresa dalla sonda Viking: sono visibili un grande numero di creste, elevate rispetto al terreno circostante. Il Nord nell'immagine è in alto a sinistra, l'area ripresa è ampia circa 100 km.

Hesperia Planum è caratterizzato da una gran quantità di creste lunghe e lineari formate da un arco basso e largo sormontato da una cresta merlata stretta. Le creste sono tipiche dei paesaggi lunari, in zone pianeggianti dove si sono verificati flussi di lava (mare lunare). Si pensa che la loro presenza su Marte sia associata a fenomeni vulcanici simili: le aree caratterizzate da creste e rughe vengono interpretate come pianure formate da colate di lava basaltica. Le creste sono da ritenersi l'espressione superficiale dei difetti formati dal sovrascorrimento verificatosi dopo le colate laviche. Non sono quindi caratteristiche dell'attività vulcanica, ma sono prodotte dagli effetti tettonici secondari sulle strutture stratificate di basalto sottoposte a forti compressioni. Si nota che alcuni dei crateri sono sovrapposti alle creste, ma nessuno dei crateri è stato deformato dalle creste. Geologicamente, la sequenza di eventi corrisponde alla formazione della pianura per colata lavica, seguita da fenomeni di compressione degli strati, che hanno formato le creste. La deformazione deve essere avvenuta immediatamente dopo la formazione delle pianure, poiché non ci sono crateri deformati. Infine, gli impatti di meteoriti hanno prodotto i crateri. Creste simili si verificano nelle pianure a Nord e a Sud di Valles Marineris. Il 30% circa della superficie del pianeta Marte è coperta da pianure caratterizzate da creste, come Hesperia Planum. Oltre alle creste, sono presenti dei sottili canali, che non possono essere spiegati dall'azione erosiva dell'acqua, poiché strutture simili compaiono sulla Luna, che geologicamente non ha avuto fasi in cui era presente acqua liquida. Dal 2011 sono in corso degli studi, effettuando anche dei confronti con le superfici lunari simili: l'interpretazione suggerita è che si tratti di canali scavati da flussi di lava molto fluidi e veloci.

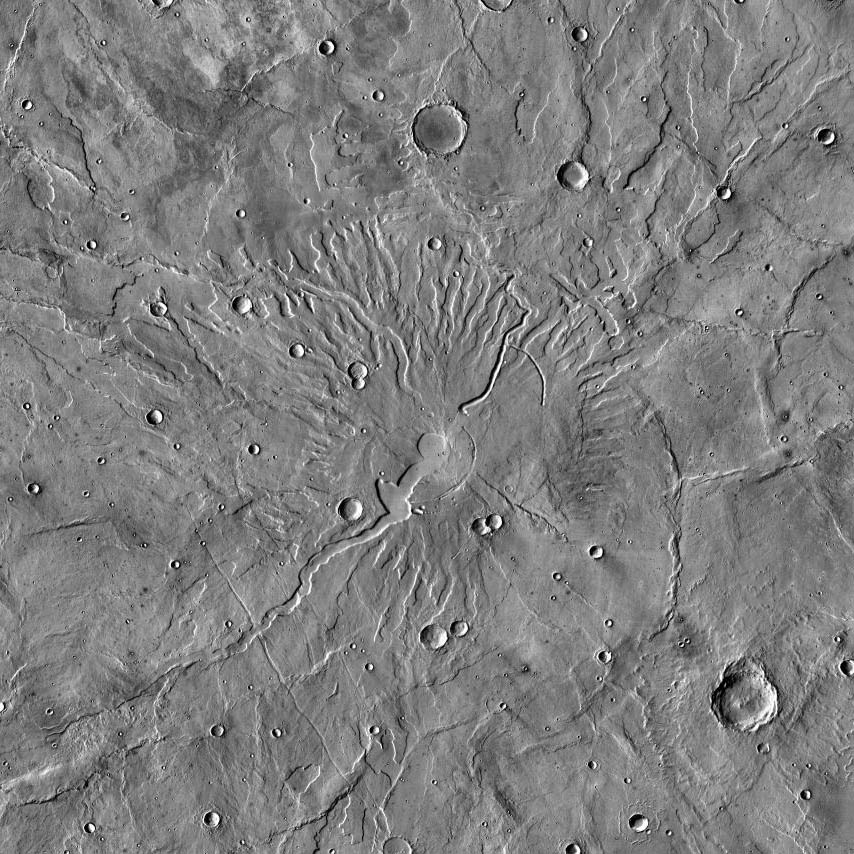
Il Tyrrhenus Mons, immagine prodotta dal THEMIS, a bordo della sonda Mars Odyssey.

## Tyrrhenus Mons
L'antico vulcano Tyrrhenus Mons presente nella parte occidentale di Hesperia Planum, è uno dei più grandi vulcani del pianeta, ora basso ed eroso. Si tratta di uno dei tanti vulcani formatisi soprattutto nel tardo Noachiano e nella prima fase dell'Esperiano. Tyrrhena Mons si trova solo 1,5 km al di sopra delle pianure circostanti. Al suo centro si trova una depressione di circa 40 km di diametro, da cui partono radialmente numerose valli e crinali: questo suggerisce che il vulcano, ora piatto, sia stato fortemente eroso. La bassa elevazione del vulcano rispetto al livello circostante e l'erosione indica che sia costituito da materiali friabili, ad esempio cenere vulcanica prodotta probabilmente dall'interazione del magma con acqua o ghiaccio.

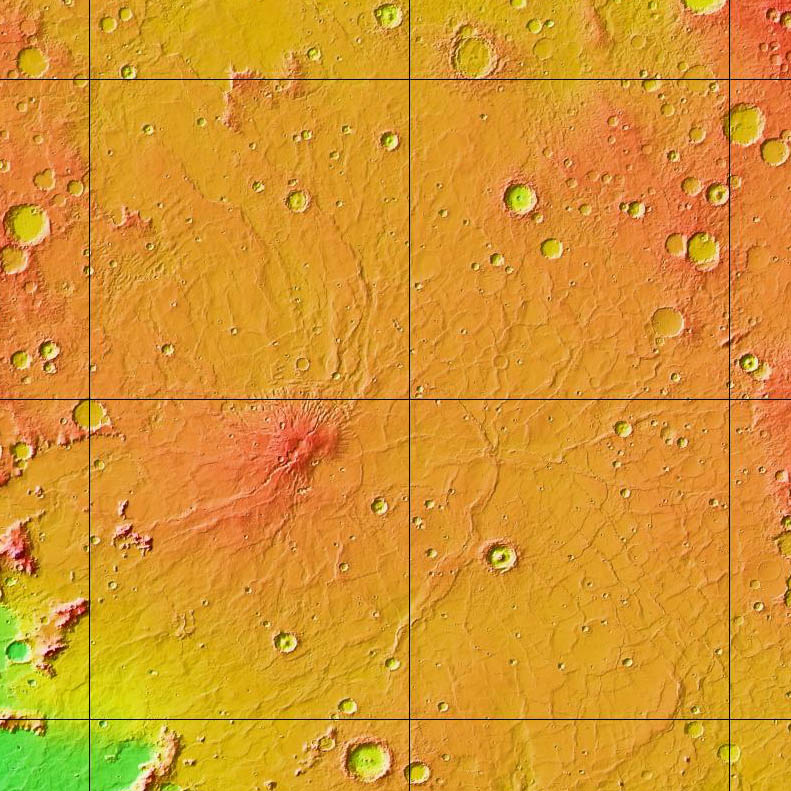
Immagine altimetrica del Tyrrhenus Mons, i rilievi del vulcano sono poco elevati rispetto alla pianura circostante: è dunque un vulcano antico sottoposto a fenomeni di erosione.

## Butterfly crater
Nel 2006 l'ESA ha diffuso immagini di un particolare cratere ellittico, denominato Butterfly crater ("cratere farfalla") per la sua forma allungata. Le immagini scattate dalla High Resolution Stereo Camera (HRSC) a bordo della sonda Mars Express, mostrano un grande cratere da impatto ellittico nella regione Hesperia Planum. Le immagini ad alta risoluzione mostrano la regione di Hesperia Planum, a circa 35,3° Sud e 118,7° Est, in cui è visibile un cratere lungo circa 24,4 km, largo 11,2 km, che raggiunge una profondità massima di circa 650 metri al di sotto della pianura circostante.
Mentre la maggior parte dei crateri da impatto sono relativamente circolari, la forma ellittica di questo cratere suggerisce un angolo di incidenza molto basso (inferiore a 10°). L'asse lungo del cratere è la direzione d'urto del proiettile. Crateri ellittici simili sono stati osservati altrove su Marte, così come sulla Luna. I tre canali di colore e il canale nadir dell'HRSC hanno permesso di ricostruire digitalmente visuali prospettiche del cratere. L'enorme cratere è probabilmente il risultato dell'impatto di due o più proiettili, che hanno colpito il pianeta in punti ravvicinati. Questa ipotesi è rafforzata dalla presenza di un secondo cratere allungato a Nord-Ovest di questo.